# Candy Apple Grey
Candy Apple Grey é o quinto álbum de estúdio da banda Hüsker Dü, lançado em Março de 1986.
O disco atingiu o nº 140 da Billboard 200.
| Críticas profissionais                                                      | Críticas profissionais |
| Avaliações da crítica                                                       | Avaliações da crítica  |
| Fonte                                                                       | Avaliação              |
| --------------------------------------------------------------------------- | ---------------------- |
| Allmusic                                                                    | [ 2 ]                  |
| Q                                                                           | [ 3 ]                  |
| Robert Christgau                                                            | (A)                    |
| Spin Magazine                                                               | [ 5 ]                  |
| Trouser Press                                                               | (Favorável)            |
| Esta tabela precisa de ser acompanhada por texto em prosa. Consulte o guia. |                        |

## Faixas

### Lado 1
1. "Crystal" – 3:28
2. "Don't Want to Know If You Are Lonely" – 3:29
3. "I Don't Know for Sure" – 2:27
4. "Sorry Somehow" – 4:25
5. "Too Far Down" – 4:37

### Lado 2
1. "Hardly Getting Over It" – 6:02
2. "Dead Set on Destruction" - 2:59
3. "Eiffel Tower High" – 2:49
4. "No Promise Have I Made" – 3:39
5. "All This I've Done for You" – 3:09

## Créditos
- Bob Mould – Guitarra, vocal, teclados, percussão
- Grant Hart – Bateria, vocal, percussão, teclados
- Greg Norton – Baixo